# ميكي آرثر
ميكي آرثر (17 مايو 1968 في جنوب أفريقيا - ) (بالإنجليزية: Mickey Arthur)‏ هو لاعب كريكت جنوب أفريقي. شارك مع منتخب جنوب أفريقيا للكريكت. أما مع النوادي، فقد لعب مع Impalas (cricket team) ‏ وFree State (cricket team) ‏ وNorthern Cape (cricket team) ‏.

## وصلات خارجية
- ميكي آرثر على موقع إي آس بي آن كريك إنفو (الإنجليزية)